# همغين
همغين هي قرية في مقاطعة دهقان، إيران. عدد سكان هذه القرية هو 1,435 في سنة 2006.